# Católico do Oriente
O Católico do Oriente (em malaiala: കിഴക്കൻ കത്തോലിക്കർ) é primaz da Igreja Ortodoxa Síria Malankara, que também é chamada de Igreja Ortodoxa Indiana. O Catolicato foi restabelecido em 1912. Desde 1934, o Católico do Oriente também detém o título de Metropolita de Malankara.  O termo "Católico" é derivado da palavra grega Katholikos (Καθολικός), que significa "Bispo Universal". Sua Santidade Basílio Marthoma Mateus III é a atual Católico do Oriente e Metropolita de Malankara.